# Koshiro Sumi
Koshiro Sumi (角 昂志郎 Sumi Koshiro?), född 13 augusti 2002 i Tokyo prefektur, är en japansk fotbollsspelare.
Sumi började sin karriär 2019 i FC Tokyo.